# Anumeta sabouraudi
Anumeta sabouraudi là một loài bướm đêm trong họ Erebidae.